# 飛短留長父子兵
《飛短留長父子兵》（英文：Trimming Success），是香港無綫電視電視劇，台灣改名為幸福魔髮師，由鄭嘉穎及陳松伶領銜主演，並由陳敏之、黎耀祥及劉丹聯合演出，監製梁材遠。

## 演員表

### 范家
| 演員   | 角色   | 關係 | 暱稱                |
| 劉 丹  | 范光榮 | 姚淑英之夫 范天朗、范天明之父 何堅、彭根之好友 何祖昇之契爺 彭澄之老爺（第20集） 「大眾理髮廳」老闆 上任「赤柱街坊福利會」理事長 現任「赤柱街坊福利會」負責福利 第15集因其妻意外過世，傷心過度患有輕微精神疾病 于第20集已痊癒 | 佐治叔 Uncle George |
| 程可為 | 姚淑英 | 范光榮之妻 范天朗、范天明之母 「大眾理髮廳」老闆娘 于第15集因車禍意外身亡 | 佐治嫂              |
| 鄭嘉穎 | 范天朗 | 范光榮、姚淑英之長子 范天明之兄 高卓琪之男友，後分手 彭澄青梅竹馬之夫 「飛短留長」髮廊老闆 Liam、Boo、Eddie、Danald、Roy之好友 Christy之暗恋对象 童年由陳景昆飾演                                                             | Jason 天朗          |
| 黃嘉樂 | 范天明 | 范光榮、姚淑英之次子 范天朗之弟 暗戀彭潔 滑浪風帆選手 莫志賢之學生 暴龍、Dick之好友 | Kenny 天明          |

### 彭家
| 演員   | 角色  | 關係 | 暱稱        |
| 羅樂林 | 彭 根 | 彭澄、彭潔之父 陳坤之姐夫 范光榮之好友 現任「赤柱街坊福利會」理事長 「士丹尼船廠」負責人 范天朗之岳父 | 牛根 牛根叔 |
| 顏國樑 | 陳 坤 | 彭根之舅仔 彭澄、彭潔之舅父 「士丹尼船廠」總管 曾對林慧姿有好感 | 鹹濕坤      |
| 陳松伶 | 彭 澄 | 彭根之長女 彭潔之家姊 Vincent前女友 范天朗青梅竹馬之妻（第20集結婚） 范光榮之媳婦 高卓琪之好友兼情敌 「士丹尼船廠」太子女兼機械工程師 業餘滑浪風帆教練 于第11集因潛水遭魚雷震傷左耳膜，導致短暫耳嗚 童年由郭佳詩飾演 | 澄澄 阿澄   |
| 關伊彤 | 彭 潔 | 彭根之次女 彭澄之妹 Yoyo、阿貓之好友 范天明之暗恋对象 | Kit         |

### 大眾理髮店
| 演員   | 角色   | 關係                          | 暱稱   |
| 劉 丹  | 范光榮 | 「大眾理髮廳」老闆 參見范家   | 佐治叔 |
| 程可為 | 姚淑英 | 「大眾理髮廳」老闆娘 參見范家 | 佐治嫂 |
| 蔡國慶 | 伍耀成 | 「大眾理髮廳」職員            | 五成哥 |
| 陳勉良 | 李 祥  | 「大眾理髮廳」職員            |        |
| 陳榮峻 | 包志剛 | 「大眾理髮廳」職員            |        |

### 飛短留長髮廊
| 演員   | 角色   | 關係                                  | 暱稱  |
| 鄭嘉穎 | 范天朗 | 「飛短留長」髮廊老闆 參見范家         | Jason |
| 夏竹欣 | Sugar  | 「飛短留長」髮廊職員 范天朗之助理祕書 |       |
| 許文翹 | Sam    | 「飛短留長」髮廊髮型師助理            |       |
| 江 暉  | Tony   | 「飛短留長」髮廊髮型設計師            |       |
| 張漢斌 | Mark   | 「飛短留長」髮廊髮型設計師            |       |
| 傅劍虹 | Lam    | 「飛短留長」髮廊髮型設計師            |       |
| 林佩君 | Fion   | 「飛短留長」髮廊髮型設計師            |       |

### 士丹尼船廠
| 演員   | 角色   | 關係                                      | 暱稱        |
| 羅樂林 | 彭 根  | 「士丹尼船廠」老闆 參見彭家               | 牛根 牛根叔 |
| 陳松伶 | 彭 澄  | 「士丹尼船廠」太子女兼機械工程師 參見彭家 | 澄澄        |
| 顏國樑 | 陳 坤  | 「士丹尼船廠」總管 參見彭家               | 鹹濕坤      |
| 戴耀明 | 黃日廣 | 「士丹尼船廠」職員                        |             |
|        | 劉志權 | 「士丹尼船廠」職員                        | 肥權        |

### 何家
| 演員   | 角色   | 關係 | 暱稱                      |
| 關 菁  | 何 堅  | 何祖昇之父 因偷取「士丹尼船廠」之機器而被趕出赤柱 後移民荷蘭 已去世                                                                |                           |
| 黎耀祥 | 何祖昇 | 何堅之子 范光榮、姚淑英之契仔 赤柱順記酒樓廚師 于第18集成為「赤柱順記酒樓」老闆 彭根之救命恩人 林慧姿之第二任丈夫 童年由馬俊榮飾演 | Johnny 昇叔叔（家聰專用） |
| 譚小環 | 林慧姿 | 好姑之媳婦 家聰之母 何祖昇之妻 赤柱運動用品店職員                                                                                  | Wing Wing姐               |
| 楊家盛 | 家 聰  | 林慧姿之子 好姑之孫 何祖昇之繼子                                                                                                   | 聰仔                      |

### 赤柱街坊福利會
| 演員   | 角色   | 關係                                                                                                   | 暱稱        |
| 張英才 | 馮順德 | 「赤柱德記酒樓」老闆（第18集頂讓給何祖昇） 前任「赤柱街坊福利會」理事長 現任「赤柱街坊福利會」副理事長 | 順德叔      |
| 劉 丹  | 范光榮 | 上任「赤柱街坊福利會」理事長 現任「赤柱街坊福利會」負責福利 參見范家                                   | 佐治叔      |
| 羅樂林 | 彭 根  | 現任「赤柱街坊福利會」理事長 參見彭家                                                                  | 牛根 牛根叔 |
| 陳松伶 | 彭 澄  | 現任「赤柱街坊福利會」負責會計 參見彭家                                                                | 澄澄        |
| 古明華 | 鄧 發  | 「赤柱街坊福利會」負責司庫 「Sailng Bar」老闆                                                          | Fernando    |
| 戴志偉 | 莫志賢 | 「赤柱街坊福利會」負責康樂 滑浪風帆教練 范天明之教練                                                   | 莫Sir       |

### 其他演員
| 演員           | 角色    | 關係                                                                   | 暱稱        |
| 陳敏之         | 高卓琪  | 模特兒 范天朗之女友，後分手 Mia之好友 彭澄之好友兼情敌                 | Choco       |
| 劉綽琪         | Christy | Top Madel 「飛短留長」髮廊熟客 暗恋范天朗 視高卓琪為眼中釘             |             |
| 麥嘉倫         | 朱鏡威  | 羅富娟之夫 赤柱運動用品店老闆 林慧姿之老闆                             | 威哥        |
| 姚樂怡         | 羅富娟  | 朱鏡威之妻 赤柱運動用品店老闆娘 林慧姿之老闆娘                         | 娟姐        |
| 黎 宣          | 金 婆   | 赤柱老街坊（獨居老人）                                                 |             |
| 曾守明         | 得 哥   | 「得得茶餐廳」老闆                                                     |             |
| 余慕蓮         | 好 姑   | 林慧姿之奶奶 家聰之嬤嬤                                                |             |
| 李麗麗         | 光 嬸   | 姚淑英之好友                                                           |             |
| 李家鼎         | 妹 叔   | 妹嬸之夫                                                               |             |
| 劉桂芳         | 妹 嬸   | 妹記之妻                                                               |             |
| 潘冠霖         | -       | Christy助手                                                            |             |
| Anders Nelsson | Thomas  | 「大眾理髮廳」熟客                                                     |             |
| 寧 進          | Dick    | 范天明玩風帆之朋友                                                     |             |
| 鄭世豪         | 暴 龍   | 范天明玩風帆之朋友                                                     |             |
| 林遠迎         | Andy    | 范天明滑浪風帆之競爭對手（第20集）                                     |             |
|                | 霍 太   | 「飛短留長」髮廊顧客（第1集）                                          |             |
| 殷 櫻          | 阿 貓   | 彭潔好友                                                               |             |
| 卓 兒          | Yoyo    | 彭潔好友                                                               |             |
| 楊洛婷         | Mia     | 高卓琪好友                                                             |             |
| 黃芓晴         | Jenny   | 高卓琪好友                                                             |             |
| 張智軒         | Liam    | 雜誌總編輯 范天朗之好友                                                |             |
| 吳幸美         | Amy     | Liam助手                                                               |             |
| 霍建邦         | Boo     | 范天朗之好友                                                           |             |
| 裘卓能         | Eddie   | 范天朗之好友                                                           |             |
| 黃俊紳         | Donald  | 范天朗之好友                                                           |             |
| 彭冠中         | Roy     | 范天朗之好友 賣瑕疵遊艇給范天朗                                        |             |
| 游 飈          | 阿 勁   | 「赤柱德記酒樓」職員                                                   |             |
| 李岡龍         | 阿 修   | 「赤柱德記酒樓」職員                                                   |             |
| 梁舜燕         | 黃老太  | Shelia、Vincent之母（第9集）                                           |             |
| 韓毓霞         | Shelia  | 議員 黃老太之女 Vincent之姊「飛短留長」髮廊顧客                        | 黃議員 霍太 |
| 蔡子健         | Vincent | 黃老太之子 Shelia之弟 彭澄之前男友（復合後，再分手）                   |             |
| 林淑敏         | -       | Shelia之助手（第3集）                                                  |             |
| 陳念君         | -       | 花檔檔主（第7集）                                                      |             |
| 蕭徽勇         | Ken     | 第7集                                                                  |             |
| 夏 萍          | 仙 姑   | 與林慧姿串通騙何祖昇（第7集）                                          |             |
| 張潔蓮         | -       | 護士（第8集）                                                          |             |
| 張雪芹         | -       | 店員（第8集）                                                          |             |
| 何俊軒         | Daniel  | （第7集）                                                              |             |
| 曾健明         | -       | 林慧姿住所看更（第7集）                                                |             |
| 甘子正         | Joe     | 汽車經紀（第7集）                                                      |             |
| 鄭家生         | 白水泉  | 財務公司收數佬 林慧姿債主（第9集）                                     | 泉哥        |
| 何志祥         | -       | 財務公司收數佬 林慧姿債主（第9集）                                     |             |
| 何婷恩         | -       | 服飾店店員（第8集）                                                    |             |
| 鄺佐輝         | 譚志興  | （第8集）                                                              |             |
| 王維德         | -       | 經理（第8集）                                                          |             |
| 曾慧雲         | 陳議員  | （第8集）                                                              |             |
| 廖麗麗         | 張總理  | （第8集）                                                              |             |
| 梁健平         | 劉總理  | （第8集）                                                              |             |
| 朱婉儀         | 程曉雪  | 「飛短留長」髮廊顧客 在店中跌傷頭部導致癱瘓 第11集赴歐洲動手術後已痊癒 |             |
| 蘇麗明         | -       | 珠寶店店員（第9集）                                                    |             |
| 沈可欣         | Ellen   | 范天朗之代表律師 彭澄之友（第10集）                                    |             |
| 凌禮文         | 程 生   | 程曉雪之父（第10集）                                                   |             |
| 趙樂賢         | -       | 導演                                                                   |             |
| 何偉業         | -       | 范天郎貸款之商業銀行經理（第10集）                                     |             |
| 詹秀君         | -       | 名店店員（第10集）                                                     |             |
| 林欣熹         | -       | 名店店員（第10集）                                                     |             |
| 鍾建文         | -       | CID（第10集）                                                          |             |
| 陳建文         | -       | CID（第10集）                                                          |             |
| 王基信         | -       | 程曉雪主治醫生（第11集）                                               |             |
| 陳文靜         | -       | 「飛短留長」髮廊客人（第11集）                                         |             |
| 張貝蒨         | 何秘書  | （第11集）                                                             |             |
| 孫季卿         | 旺 伯   | 街邊販賣裹蒸粽小販（第11集）                                           |             |
| 陳姿穎         | -       | 攝影師助手（第12集）                                                   |             |
| 許明志         | -       | 途人（第13集）                                                         |             |
| 鍾沛枝         | Botty   | （第13集）                                                             |             |
| 朱維德         | 羅 望   | 中醫師 彭澄左耳主治醫生                                                | 羅醫生      |
| 趙敏通         | 王教練  | 划浪風浪教練（第14集）                                                 |             |
| 李啟傑         | 馮 生   | 遊艇買家（第14集）                                                     |             |
| 曾梓明         | -       | 記者（第14集）                                                         |             |
| 張達倫         | -       | 記者（第14集）                                                         |             |
| 趙永發         | Tommy   | 姚淑英之保險經紀（第14集）                                             |             |
| 湯俊明         | -       | 導演（第18集）                                                         |             |
| 柯 嵐          | -       | 服務師（第18集）                                                       |             |
| 鄧汝超         | -       | 導遊 「赤柱德記酒樓」顧客（第19集）                                    |             |
| 華忠男         | -       | 遊客（第19集）                                                         |             |
| 招石文         | -       | 遊客（第19集）                                                         |             |
| 賀文傑         | -       | 新聞播報員（第19集）                                                   |             |
| 雷 恩          | -       | Thomas韓國女朋友（第20集）                                             |             |

## 收視

### 香港收视
以下為本劇於香港無綫電視翡翠台之收視紀錄：
| 週次 | 日期                        | 集數  | 平均收視 | 最高收視 |
| 1    | 2006年5月15日-2006年5月19日 | 01-05 | 30點     |          |
| 2    | 2006年5月22日-2006年5月26日 | 06-10 | 32點     | 34點     |
| 3    | 2006年5月29日-2006年6月2日  | 11-15 | 31點     | 34點     |
| 4    | 2006年6月3日-2006年6月7日   | 16-20 | 32點     | 36點     |

### 广州收视
| 月份      | 集数  | 收视  |
| --------- | ----- | ----- |
| 2006年5月 | 1-13  | 18.01 |
| 2006年6月 | 14-20 | 18.2  |

数据来源：CSM媒介研究

## 外部連結
- 無綫官方劇集網頁 - 飛短留長父子兵
- TVBS官方劇集網頁 - 幸福魔髮師 （页面存档备份，存于）

| 高朋滿座 2006年4月10日-2007年3月10日 |                                                        |                                                        |                            |
| 上一套： 女人唔易做 -5月14日         | 翡翠台第二綫劇集（2006） 飛短留長父子兵 5月15日-6月9日 | 翡翠台第二綫劇集（2006） 飛短留長父子兵 5月15日-6月9日 | 下一套： 男人之苦 6月13日- |
| 火舞黃沙 -6月12日                    | 火舞黃沙 -6月12日                                      | 火舞黃沙 -6月12日                                      | 法證先鋒 6月13日-          |